# لاله واژگون برنجی
لاله واژگون برنجی(نام علمی: Fritillaria camschatcensis) نام یک گونه از سرده لاله واژگون است.

## نگارخانه

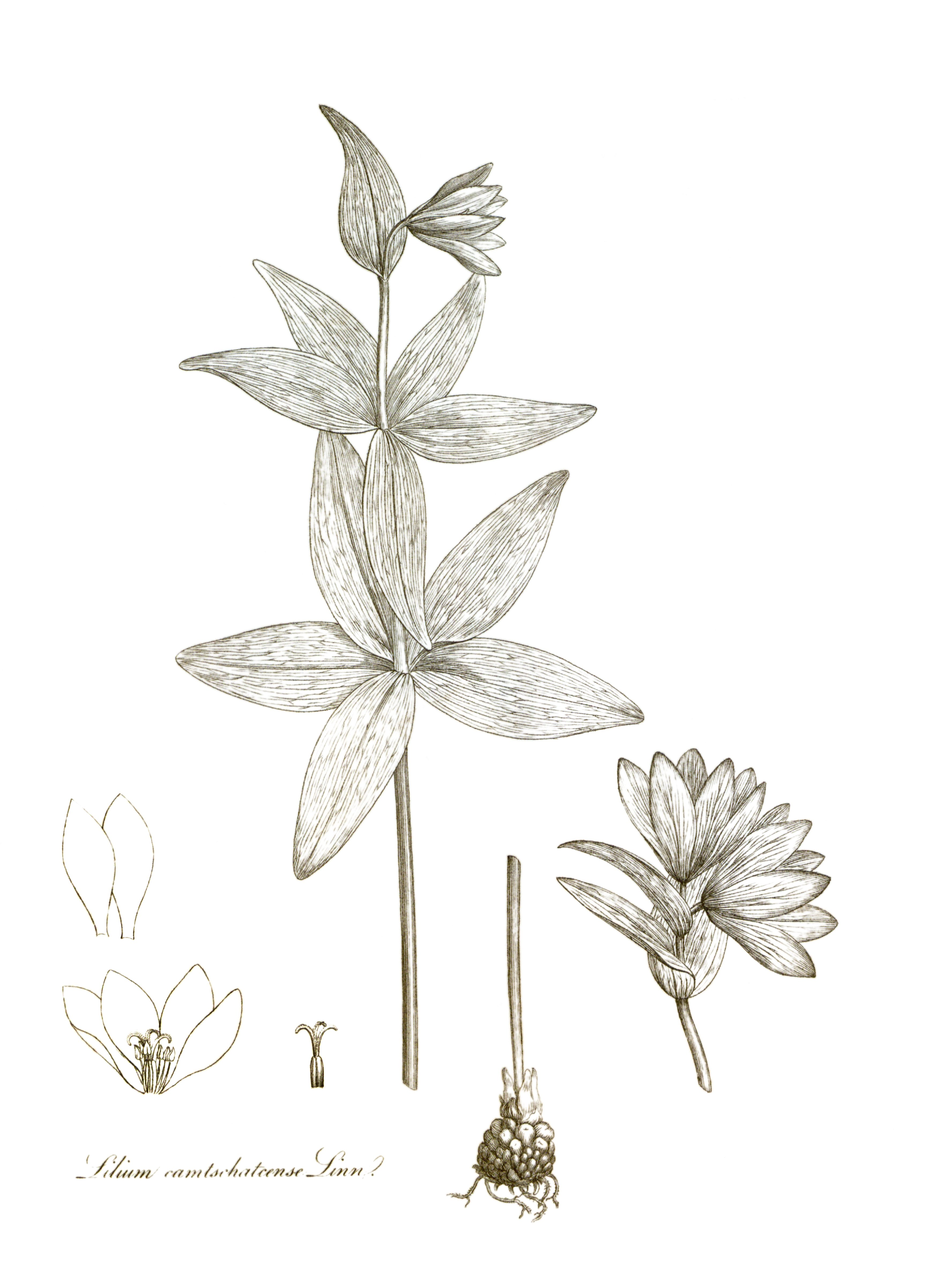
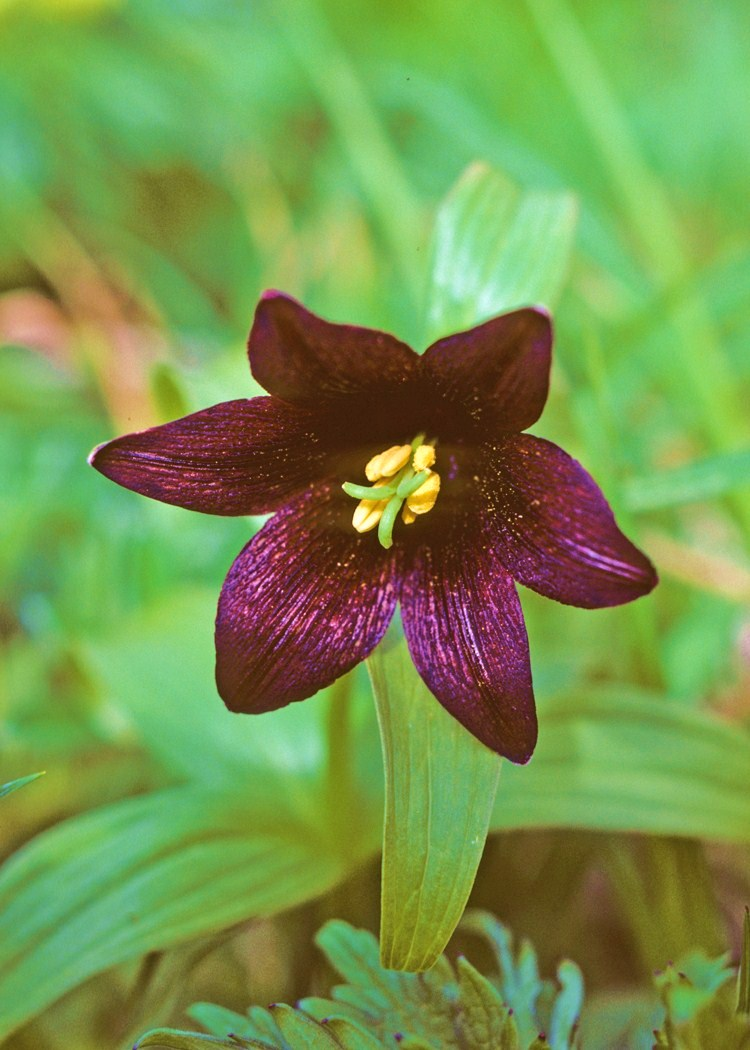
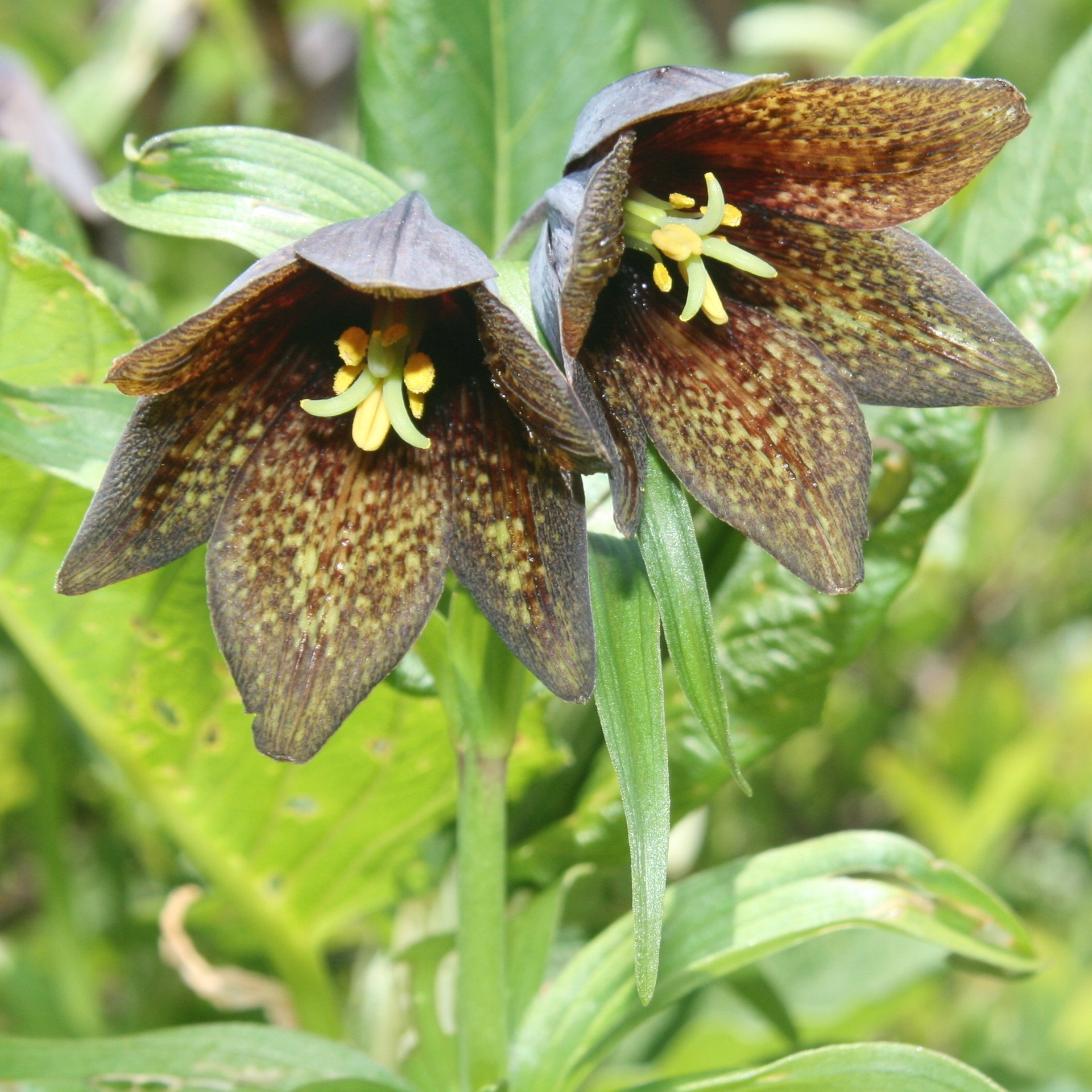